# Büyükçekmece
Büyükçekmece este un oraș din Turcia.